# سلحفاة ثعبانية العنق
سلحفاة ثعبانية العنق أو سلحفاء عنقاء (الاسم العلمي Chelodina)، جنس كبير ومتنوع من سلاحف المياه العذبة من فصيلة السلاحف العنقودية. أعطانها الأصيلة أستراليا وغينيا الجديدة وجزيرة روتي الإندونيسية وتيمور الشرقية.